# Panesthia guangxiensis
Panesthia guangxiensis är en kackerlacksart som beskrevs av Feng, P. och Patrick C.Y. Woo 1990. Panesthia guangxiensis ingår i släktet Panesthia och familjen jättekackerlackor. Inga underarter finns listade i Catalogue of Life.